# Balto 2 : La Quête du loup
Série
Balto
(1995) Balto 3 : Sur l'aile du vent
(2004)
Pour plus de détails, voir Fiche technique et Distribution.
Balto 2 : La Quête du loup (Balto II: Wolf Quest) est un film d'animation américain réalisé par Phil Weinstein, sorti directement en vidéo en février 2002 aux États-Unis. C'est le treizième long métrage d'animation des Universal Cartoon Studios plus connu aujourd'hui sous le nom de Universal Animation Studios.
Ce film est le deuxième de la trilogie Balto qui a débuté en 1995 avec Balto, Chien-Loup, Héros des neiges. Bien que le premier film ait été un échec commercial pour les studios Amblimation, ce qui avait, en partie, causé la fermeture de la filière d'Amblin Entertainment, le distributeur Universal Pictures, qui avait distribué le film de 1995, décida malgré tout de produire une suite, par l'intermédiaire de sa filière spécialisée dans les films d'animation.
Comparé au premier film de la trilogie, cette suite, ainsi que le troisième opus de la trilogie, Balto 3 : Sur l'aile du vent sorti en 2004, se démarque notamment par un scénario totalement inventé, et non plus tiré d'une histoire vraie, ainsi que par un film composé en totalité d'animations. Le film est moyennement bien accueilli par les critiques et jugé inférieur par rapport au film de 1995.

## Résumé
Quelques mois après l'épidémie de Diphtérie enrayée, Balto et Jenna sont les heureux parents de six petits chiots. Néanmoins, même si cinq des chiots ressemblent à leur mère, l'un d'eux a l'apparence du chien-loup. Six semaines après la naissance des chiots, ils sont donnés aux enfants du quartier à contre-cœur par les deux parents. Mais Aleu n'est pas accepté du fait de son apparence de loup et reste avec ses parents. Un an plus tarf, un chasseur manque de tuer Aleu. Son père est obligé de lui révéler son appartenance à la race des loups. Aleu, boulversée de ne pas etre acceptée par les autres, s'enfuit pour trouver sa place dans le monde et son père part à sa recherche, hanté par les cauchemars d'un corbeau et d'une meute de loups.
Durant son parcours, Balto rencontre le même corbeau que dans ses rêves ou encore un renard femelle qui le fait tomber dans un fleuve. Il rencontre aussi un trio de gloutons qui disparaît aussi vite qu'apparu. Quant à Aleu, elle trouve refuge dans une grotte (indiquée par le corbeau) et rencontre une souris du nom de Muru, qui lui apprend que chaque être sur terre a un guide spirituel. Il se révèlera par la suite que Muru est le guide spirituel d'Aleu. Lorsque la jeune louve tente de sortir de la grotte, elle est attaquée par un ours et Balto arrive, commençant à se battre face au grizzli. Au milieu du combat, Aleu suit un signe de l'ours lui indiquant une plateforme et le père et sa fille poursuivent leur route.
Ils arrivent sur le territoire d'une meute de loups affamés, dirigés par Nava, qui sauve Balto et Aleu d'une attaque de Niju, ce dernier voulant prendre la place de chef de meute. Nava annonce qu'un jour la meute sera dirigée par « celui qui est un loup mais qui ne le sait pas ». Tout le monde pense qu'il s'agit de Balto mais celui-ci refuse cet honneur. Le chef annonce que le seul moyen de survivre est de traverser un lac glacial où se sont échappés les caribous. La meute de loup se sépare entre ceux qui supportent Niju, ayant comme plan de voler les réserves de nourriture des autres clans, et Nava. Balto et Aleu supportent le chef actuel.
Alors que les deux groupes se retrouvent face-à-face, un pont de glace se forme sur le lac grâce à des morceaux de la banquise. Balto réussit à convaincre l'ensemble de la meute de franchir ce pont mais c'est à ce moment que Nava est séparé du reste du groupe, une partie du pont où il se trouvait s'étant détaché. Aleu réussit à rejoindre le vieux loup et reste avec lui pour s'en occuper. Balto continue la route avec le reste de la meute. Néanmoins, Niju arrive à rejoindre le morceau de glace de Nava. Il tente de tuer le chef de meute mais Aleu le protège. Balto rejoint, à la nage, sa fille et Nava. Niju voit la glace se fendre sous ses pattes et être englouti par les eaux avant de rejoindre la terre ferme.
Nava confie à Balto que l'élu est sa fille Aleu. Malgré la tristesse de Balto, sa fille rejoint la meute et continue sa route vers l'autre rive en hurlant. Nava et Balto retourne sur l'ancien territoire de la meute. Le vieux loup annonce qu'il va tenter de retrouver Niju et former une nouvelle meute. Alors que Balto commence son voyage de retour, le corbeau se pose derrière lui. Au moment où il se retourne, il voit le loup blanc, apparu lors du premier film. Celui-ci disparaît après un hurlement. Balto révèle qu'il s'agit de sa mère et commence à repartir vers sa maison.

## Fiche technique
- Titre : Balto 2 : La Quête du Loup
- Titre original : Balto II: Wolf Quest
- Réalisation : Phil Weinstein
- Scénario : 
  - Scénariste : Dev Ross
  - Storyboadeurs : Todd Britton et Jerry Verschoor
  - Superviseur des dialogues : Jim Cerrotta
- Editeur : Ken Solomon
- Musique :
  - Composition musicale : Adam Berry
  - Orchestrateurs : Perry La Marca et Marcus Trumpp
- Production :
  - Producteurs : Phil Weinstein
  - Producteur associé : David W. King
  - Assistant de la post-production : Tim Gilmer
- Conception graphique :
  - Conception des personnages : Kexx Singleton
  - Conception des effets spéciaux : Kathleen Quaife
- Durée : 76 minutes
- Dates de sortie DVD :
  - États-Unis : 19 février 2002
  - France : 8 octobre 2002

Sauf mention contraire, les informations proviennent de l'Internet Movie Database.

## Distribution

### Voix originales
- Maurice LaMarche : Balto
- Jodi Benson : Jenna
- Lacey Chabert : Aleu
- David Carradine : Nava
- Charles Fleischer : Boris
- Mark Hamill : Niju
- Kevin Schon : Muk / Luk / Le premier glouton
- Rob Paulsen : Sumac / Le terrier / Le deuxième glouton
- Peter MacNicol : Muru
- Joe Alaskey : Nuk / Hunter
- Jeff Bennett : Yak
- Nicolette Little : Dingo
- Melanie Spore : Saba
- Monnae Michaell : Aniu
- Mary Kay Bergman : Le renard / Le troisième glouton

### Voix françaises
- Philippe Vincent : Balto
- Rafaèle Moutier : Jenna
- Valérie de Vulpian : Aleu
- Patrick Préjean : Boris
- Guillaume Lebon : Muk, Yak
- Thierry Mercier : Nava
- Daniel Beretta : Niju
- Hélène Chanson : Aniu
- Emmanuel Curtil : Muru, Sumac et un loup de la meute
- Marc Bretonnière : Nuk et le chasseur
- Patricia Legrand : Saba
- Marine Jolivet : la renarde
- Marc Bretionnière, Gérard Surugue et Marie-Martine : des loups de la meute

Sauf mention contraire, les informations proviennent de l'Internet Movie Database et notrecinema.com
 Source et légende : version française (VF) sur RS Doublage et Planète Jeunesse